# Czujek
Czujek – część miasta Ropczyce, do 1997 część wsi Gnojnica. Leży na wschodnich rubieżach miasta, w okolicy ul. Rzeszowskiej.
1 stycznia 1998 Czujek włączono do Ropczyc.